# Рубеллит
Рубелли́т (эльбаит) — минерал, разновидность турмалина. Описан и назван в 1794 году ирландским учёным Ричардом Кирваном.
Название с латинского языка переводится как «красноватый» (лат. rubellus). Синонимы: красный турмалин, малиновый шерл, апирит, даурит, сибирит.

## Свойства
Составляет пегматиты, в которых часто встречается вместе с ахроитом, верделитом, индиголитом, лепидолитом, альбитом, микроклином, кварцем. Кристаллы встречаются в друзах. Обычные формы выделения — столбчатые или игольчатые кристаллы, радиально-лучистые агрегаты.
Имеет цвет от розового до красного. Наиболее ценная разновидность — рубиново-красная. Цвет обусловлен наличием двухвалентного марганца.

## Месторождения
Встречается в Бразилии (Минас-Жерайс), США (Калифорния, Массачусетс, Мэн), Мозамбике, Намибии, на Мадагаскаре, в Чехии, Италии, Германии. На территории России встречается на Среднем Урале и в Восточном Забайкалье.

## Применение
Ценный ювелирный камень. Используется в изготовлении ювелирных изделий. Гранится обычно таблицей или кабошоном. Раньше использовался для имитации рубина.

## Рубеллит в литературе
В первом из романов «драконьего» цикла Брайана Дэвиса (Bryan Davis, «Raising Dragons») перстень с рубеллитом носил дракон во время своего пребывания в теле человека.